# Epidendrum buchtienii
Epidendrum buchtienii är en orkidéart som beskrevs av Rudolf Schlechter. Epidendrum buchtienii ingår i släktet Epidendrum och familjen orkidéer.
Artens utbredningsområde är Bolivia. Inga underarter finns listade i Catalogue of Life.